# Порнише
Порнише (фр. Pornichet) ― коммуна на западе Франции, находится в регионе Пеи-де-ла-Луар, департамент Атлантическая Луара, округ Сен-Назер, кантон Ла-Боль-Эскублак. Расположена в 65 км к западу от Нанта и в 70 км к юго-востоку от Вана, в 34 км от национальной автомагистрали N165, на побережье Бискайского залива. На территории коммуны расположена железнодорожная станция Порнише линии Сен-Назер—Круазик.
Население (2017) — 10 669 человек.

## История
На утёсе Конгригу были найдены кремнёвые крючки, датированные четвертым тысячелетием до нашей эры. К более позднему периоду пребывания здесь галлов относятся найденные предметы из железа и бронзы. Древняя керамика дает основание утверждать,  что соль в этих местах производили как минимум с римских времен, и важность этого промысла стало основанием для прокладки дороги к Луаре.
До XIX века Порнише был небольшой деревней, относящейся к приходу Сен-Назер. До середины XIX века основным занятием его жителей было производство и торговля солью. Проблемой для морской торговли было неуклонное наступление дюн и обмеление порта, что постепенно привело к переориентации поставок на другие портовые города. 
После прихода в Сен-Назер железной дороги в 1857 году на морском побережье в Порнише начинается строительство вилл, и деревня  начинает развивать приморский туризм. В 1884 году здесь было построено казино, к концу века летом население Порнише увеличивалось в четыре раза за счет отдыхающих.
Порнише был выделен в отдельную коммуну 9 апреля 1900 года; в это время на ее территории было около 500 вилл, 10 отелей, казино и  приблизительно 8000 человек ежегодно приезжали отдыхать на море.
После Первой мировой войны Порнише стал позиционировать себя как детский курорт, отличаясь тем самым от соседнего, более фешенебельного  Ла-Боля. Во время Второй мировой войны большая часть отелей и больших вилл были реквизированы немецкой армией для различных функций. Кроме того, гитлеровцы построили  бетонную стену, соединившую  все дома на набережной и препятствовавшую доступу гражданских лиц на пляж. Стена вместе с большинством блокгаузов была разрушена в 1946 году. С 1952 года в коммуне стали строить недорогие многоквартирные дома, старинная застройка сохранилась только вдоль набережной. 

## Достопримечательности
- Неоготическая церковь Святого Себастьяна 60-х годов XIX века
- Церковь Нотр-Дам-в-дюнах
- Гранд-отель Океан с казино
- Шато Турель 1868 года, с 2013 года – 4-х звездочный отель
- Виллы Кер Суверен, Ориенталь, Сигурд и многие другие конца XIX - начала XX веков

## Экономика
Структура занятости населения:
- сельское хозяйство — 0,6 %
- промышленность — 6,0 %
- строительство — 6,9 %
- торговля, транспорт и сфера услуг — 60,6 %
- государственные и муниципальные службы — 25,9 %

Уровень безработицы (2017 год) — 12,2 % (Франция в целом — 13,4 %, департамент Атлантическая Луара — 11,6 %). 

Среднегодовой доход на 1 человека, евро (2017 год) — 25 410 (Франция в целом — 21 110, департамент Атлантическая Луара — 21 910).

## Демография
Динамика численности населения, чел.

## Администрация
Пост мэра Порнише с 2014 года занимает Жан-Клод Пеллетёр (Jean-Claude Pelleteur). На муниципальных выборах 2020 года возглавляемый им правый блок победил в 1-м туре, получив 58,14 % голосов.
| Период | Период | Фамилия           | Партия                             | Примечания               |
| ------ | ------ | ----------------- | ---------------------------------- | ------------------------ |
| 1977   | 1983   | Марсель Доден     | Разные правые                      |                          |
| 1983   | 1995   | Жан-Клод Эмперёр  | Объединение в поддержку Республики |                          |
| 1986   | 2008   | Жак Ламбер        | Социалистическая партия            |                          |
| 2008   | 2014   | Робер Бельо       | Союз за народное движение          |                          |
| 2014   |        | Жан-Клод Пеллетёр | Разные правые                      | руководитель предприятия |

## Города-побратимы
- Бексбах, Германия
- Сан-Висенте-де-ла-Баркера, Испания

## Культура
В Порнише ежегодно проводятся несколько фестивалей: уличного искусства «Renc’Arts», бретонской культуры «Pornizan ar fest», музыкальный для молодых талантов «Tremplin + de Zyc». 

## Уроженцы
- Леже, Ив (1919–1944) – участник французского сопротивления в годы Второй мировой войны.

## Галерея

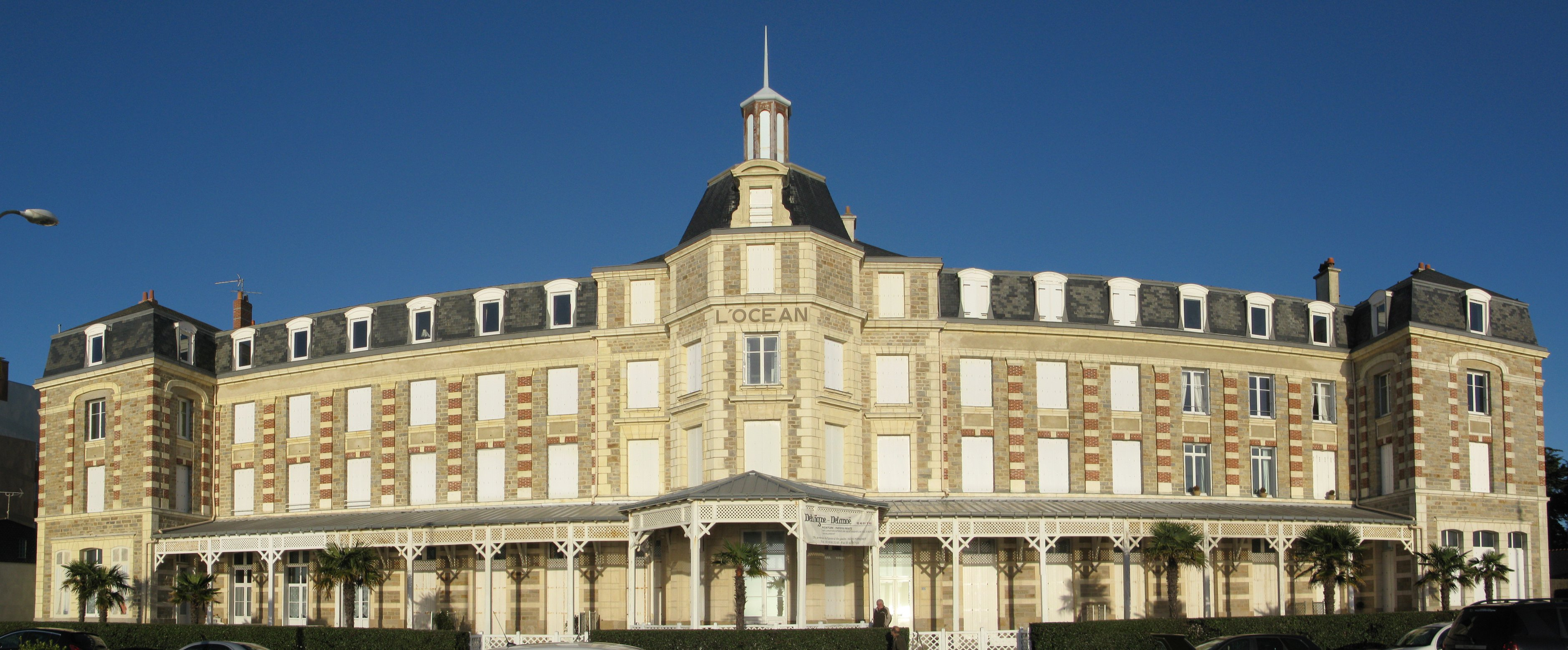
Гранд-отель Океан
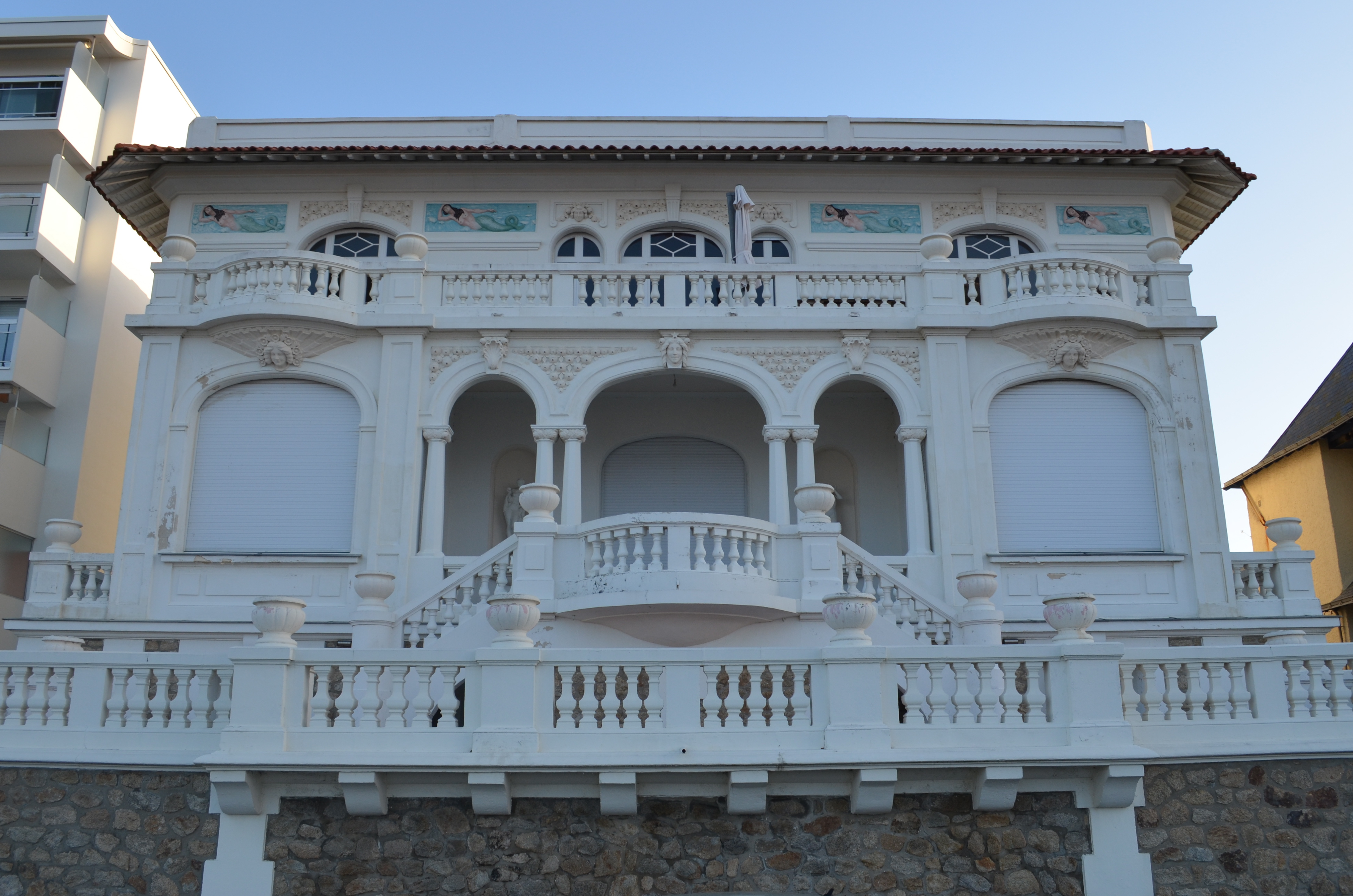
Вилла Кер-Суверен
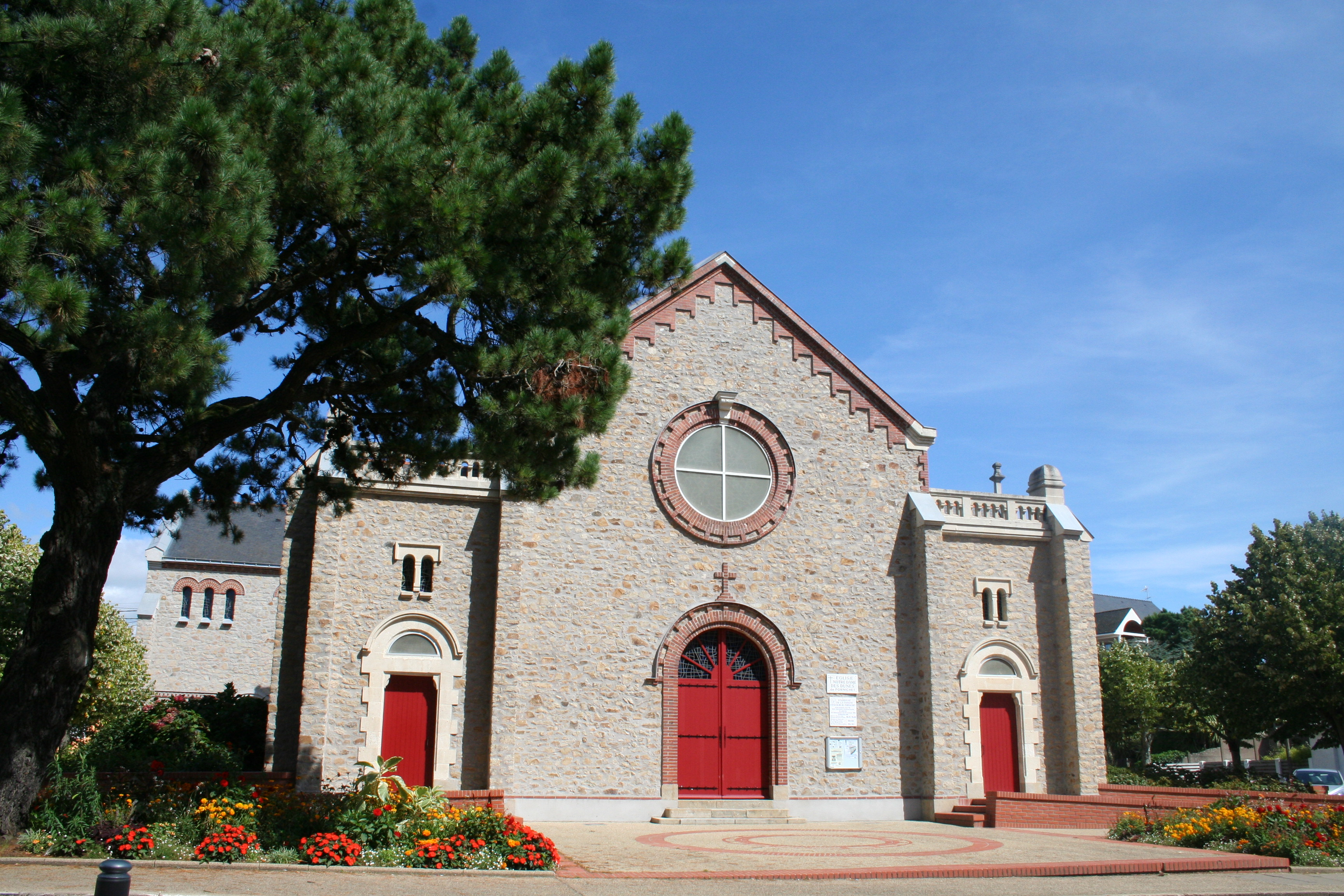
Церковь Нотр-Дам-в-дюнах
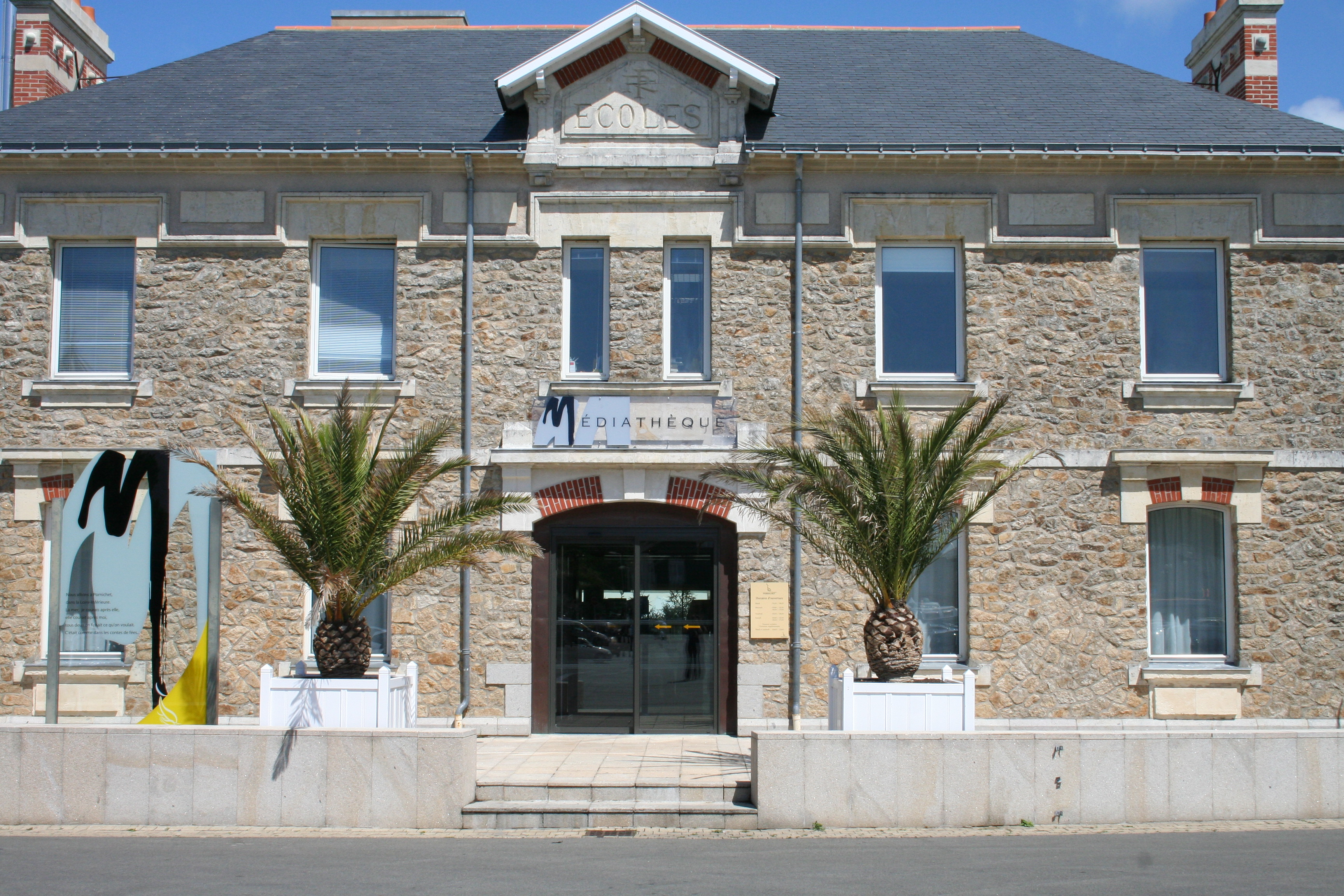
Медиатека
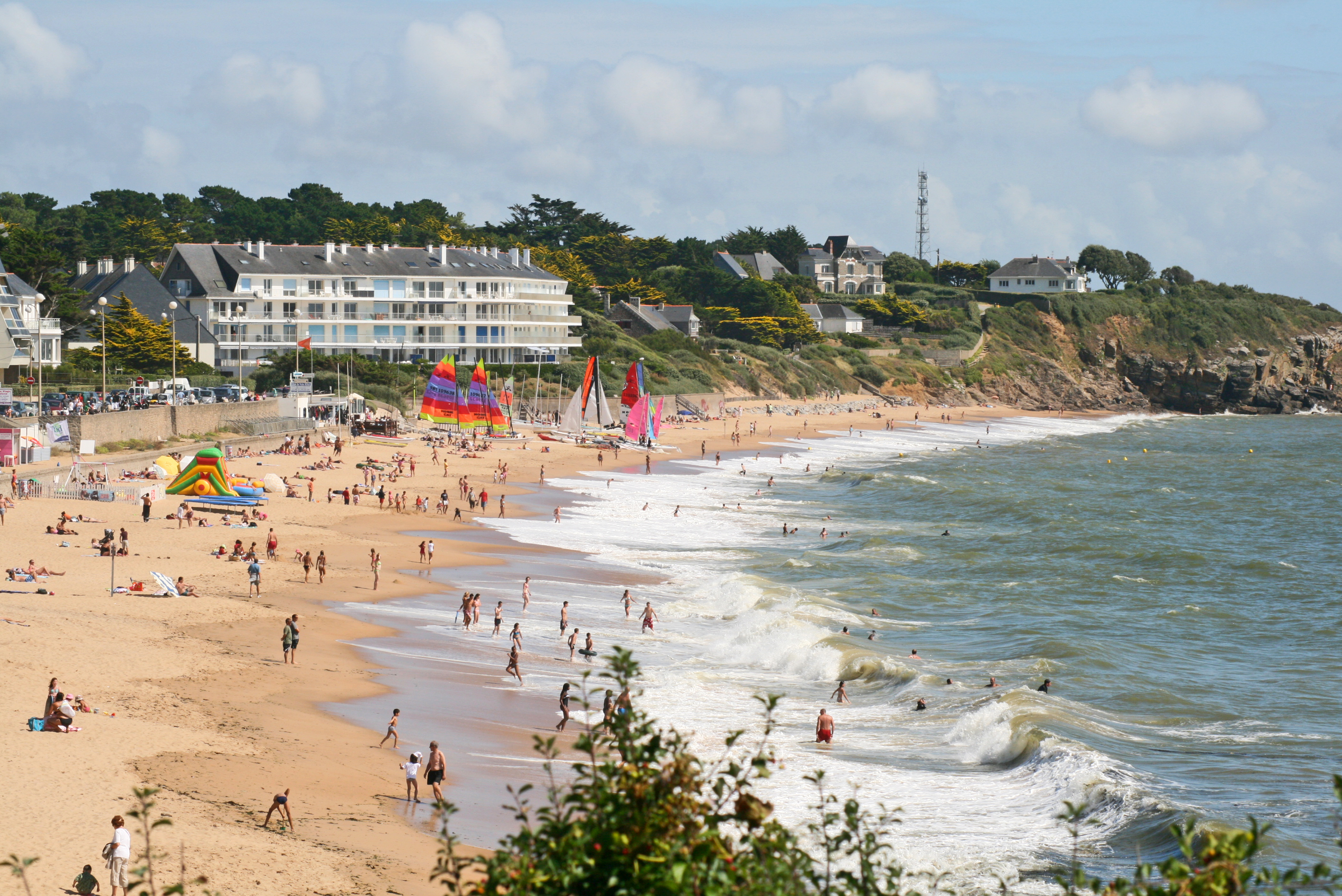
Пляж Сент-Маргерит